# Altarolo con la Crocifissione, Madonna e santi
L'Altarolo con la Crocifissione, Madonna e santi è un dipinto a tempera e oro su tavola (50x40 cm) di Pacino di Buonaguida e aiuti, databile al 1300-1315 circa e conservato nella Galleria degli Uffizi a Firenze.

## Storia
La piccola tavola, destinata probabilmente alla devozione privata, venne acquistata sul mercato antiquario da Marchi nel 1947.
La critica si è espressa in maniera discorde sull'opera: per Offner era un'opera di qualità provinciale, legata comunque allo stile di Pacino; Caterina Caneva e Boskovits lo rivalutarono e assegnarono alla mano di Pacino, sia pure con l'intervento di alcuni aiuti di bottega.

## Descrizione e stile
L'altarolo portatile ha una forma cuspidata con due sportelli chiudibili legati da cerniere. Al centro si trova una Madonna in trono col Bambino tra due sante, san Pietro e san Paolo; a sinistra si vedono un santo diacono, san Giovanni Battista e san Cristoforo, a destra la Crocifissione tra i dolenti Maria e san Giovanni sul monte Calvario.
L'opera presenta una discreta qualità, con finezze disegnative e cromatiche.